# ZC3HAV1
아연 집게 CCCH형 항바이러스 단백질 1 (Zinc finger CCCH-type antiviral protein 1)은 인간에서 ZC3HAV1 유전자에 의해 암호화되는 단백질이다.
이 유전자는 레트로바이러스에 의한 감염을 예방하는 것으로 생각되는 CCCH형 아연 집게 단백질을 암호화한다. 쥐에 대한 연구에 따르면 단백질은 주로 바이러스 유전자 발현을 억제하고 바이러스 감염에 대한 타고난 면역을 유도하는 기능을 할 수 있다. 대체 스플라이싱은 이 유전자좌에서 발생하며 각각 별개의 동형을 인코딩하는 두 가지 변형으로 설명된다.